# Viridiana Salazar
Esbeydi Viridiana Salazar Suaste (* 2. Januar 1998 in Othón P. Blanco, Quintana Roo), allgemein bekannt als Viridiana Salazar bzw. auch als Viri Salazar, ist eine mexikanische Fußballspielerin, die im Angriff spielt.

## Leben
Salazar wurde zu Beginn der Eröffnungsspielzeit der Liga MX Femenil vom CF Pachuca Femenil verpflichtet, bei dem sie auch gegenwärtig (Mai 2023) noch unter Vertrag steht.
Gleich in ihrer ersten Halbsaison, der Apertura 2017, gewann sie mit den Tuzas Femenil den mexikanischen Pokalwettbewerb und erreichte die Finalspiele um die Meisterschaft, die Pachuca trotz eines 2:0-Erfolges im Hinspiel durch eine 0:3-Niederlage im Rückspiel gegen Chivas Femenil verlor. 
Ihren größten persönlichen Erfolg feierte Salazar in der Apertura 2019, als sie mit 17 Treffern (gemeinsam mit der ebenso erfolgreichen Desirée Monsiváis) Torschützenkönigin der Liga wurde.
In der Clausura 2022 erreichte die mexikanische Nationalspielerin mit ihrem Verein noch einmal die Finalspiele um die Meisterschaft, die erneut gegen Chivas Femenil verloren wurden.

## Erfolge

### Verein
- Mexikanischer Pokalsieger: Apertura 2017
- Vizemeister der Liga MX Femenil: Apertura 2017, Clausura 2022

### Persönlich
- Torschützenkönigin der Liga MX Femenil: Apertura 2019